# Танџавур
Танџавур (там. தஞ்சாவூர்) је град у Индији у држави Тамил Наду. Према незваничним резултатима пописа 2011. у граду је живело 222.619 становника.

## Становништво
Према незваничним резултатима пописа, у граду је 2011. живело 222.619 становника.
| 1991.   | 2001.   | 2011.   |
| ------- | ------- | ------- |
| 202.013 | 215.314 | 222.619 |